# Jacó Roberto Hilgert
Jacó Roberto Hilgert (Harmonia, 27 de janeiro de 1926 — Cruz Alta, 17 de dezembro de 2020) foi um bispo católico da Diocese de Cruz Alta.

## Biografia
Dom Jacó Roberto Hilgert nasceu em 27 de janeiro de 1926 na localidade de Harmonia, pertencente, à época, ao município de Montenegro, filho do casal Otília Anna Hoff Hilgert e Carlos Hilgert. Sua caminhada vocacional começou já em casa, pois sua família de imigrantes alemães, vivia a religiosidade com profunda fé e devoção. Respondendo ao chamado divino, aos oito (8) anos de idade, também inspirado pelo exemplo do tio materno, Monsenhor Leopoldo Hoff, entrou no Seminário Menor de Gravataí onde realizou os estudos do 1º e 2º grau. De 1946 a 1949 cursou Filosofia no antigo Seminário Central de São Leopoldo e Teologia nos anos de 1949 a 1952. Foi ordenado sacerdote para o clero da Arquidiocese de Porto Alegre, por Dom Alfredo Vicente Scherer, em 30 de novembro de 1952. Escolheu como lema sacerdotal a frase do Salmo 42, “ad Deum qui laetificat juventutem meam”, isto é, “ao Deus que alegra a minha juventude”.
Como padre recém ordenado foi designado a ser vigário cooperador da Paróquia de Montenegro durante o ano de 1953 e, depois, da Paróquia de Camaquã nos anos de 1954 e 1955. No ano de 1956 foi nomeado pároco da Paróquia Nossa Senhora da Imaculada Conceição, na Vila Rio Branco em Canoas, onde permaneceu até o final de 1959. No início do ano de 1960 tomou posse como pároco da Paróquia São João Batista no município de Camaquã, onde permaneceu durante 16 anos, durante os quais, além das atividades pastorais da paróquia, atuou no magistério, lecionando no Colégio das Irmãs Bernardinas. Em 1969 foi nomeado Vigário Episcopal de Camaquã. Foram anos de intenso trabalho pastoral e de muitas mudanças, afinal em 1962 iniciou o Concílio Vaticano II que trouxe novo alento e vigor a vida eclesial.
Aos 21 de julho de 1976 o Papa Paulo VI o nomeou 2º Bispo Diocesano de Cruz Alta. Ordenado bispo, em Camaquã, em 26 de setembro, por Sua Eminência o Cardeal Alfredo Vicente Scherer, escolheu como lema episcopal “Ecce mater tua”, isto é, “Eis aí tua mãe”.
Dom Jacó tomou posse canônica da Diocese de Cruz Alta no domingo, 3 de outubro de 1976, em Solene Missa celebrada na Catedral do Divino Espírito Santo com a presença de inúmeros bispos, presbíteros e fiéis leigos de toda a diocese. Os anos seguintes foram dedicados a conhecer a realidade da Diocese, nisto ajudou-lhe a visita pastoral que realizou logo de sua chegada à todas as comunidades circunscritas pelo território diocesano. As visitas pastorais foram sua marca, pois fazia questão de a cada 5 anos visitar todas as comunidades da diocese, para estar junto ao rebanho que lhe foi confiado.
Durante os longos anos como Bispo Diocesano de Cruz Alta, foi incansável à frente dos mais amplos e diversos aspectos da missão evangelizadora da Igreja: a valorização e incremento da catequese, da liturgia, das pastorais sociais, dos movimentos eclesiais, dos grupos de família e de reflexão, no incentivo às vocações e à formação dos futuros padres, na valorização dos ministérios e serviços leigos, entre outros. Há que se citar ainda o engajamento que teve nas mais diversas causas sociais, em especial com os pequenos agricultores. Outro aspecto fundamental de seu episcopado foi a valorização da comunicação, sobretudo com o rádio, seu meio de comunicação preferido. Durante 41 anos realizou todas as manhãs seu programa, “minutos de encontro” na rádio Cruz Alta e em diversas outras rádios pertencentes ao território da diocese. Sua voz forte e firme ficou conhecida e o ajudou a aproximar-se de seu rebanho. Parou com os programas de rádio apenas quando a saúde física não mais lhe permitiu. Nos seus anos de episcopado seu coração batia mais forte quando se encontrava com os jovens, pois sempre teve muita preocupação com a evangelização da juventude. Devido a isto as celebrações de crisma, os retiros e encontros dos movimentos de jovens e as visitas às escolas, sempre ganharam muito sua atenção.
Frente aos desafios pastorais e sociais que enfrentou em seu tempo, jamais perdeu a esperança e a fé. Quando os ventos sopraram contrários, alicerçou suas convicções e metas. Quando as tempestades chegaram, buscou sempre proteger ao rebanho que lhe foi confiado. Pastor incansável, tinha como objetivo a busca das ovelhas perdidas, sofridas, mal tratadas, marginalizadas e periféricas.
Em 8 de maio de 2002, aos 76 anos., renunciou por limite de idade, à função de Bispo Diocesano, depois de ter estado durante 26 anos à frente da diocese. Nos anos de emiritude assumiu diversas funções, entre elas a capelania do Asilo Santo Antônio e do Santuário de Fátima em Cruz Alta, a substituição do bispo diocesano em celebrações de crisma quando era convidado, retiros para casais, jovens, seminaristas e padres, entre outros. O trabalho pastoral lhe convocava e lhe fazia arder o coração, por isso, com generosidade, mesmo aposentado, sempre respondeu sim aos convites que recebia.
De sensibilidade e cultura ímpares, ainda que de hábitos muito simples, Dom Jacó foi um cidadão do mundo e se alegrava por ter conhecido diversos países e culturas. Dotado de personalidade forte e convicções firmes buscou ser sempre um homem do povo diante de Deus e um homem de Deus frente ao povo. Mesmo com as forças reduzidas, devido aos longos anos de vida, se pudesse teria trabalhado até o último suspiro, pois este foi sempre seu maior objetivo: dar a vida em prol da evangelização e do anuncio do Evangelho.
Faleceu em 17 de dezembro de 2020, vítima de uma parada cardiorrespiratória. 